# Barbara Bonney
Pour les articles homonymes, voir Bonney.
Barbara Bonney, née le 14 avril 1956 à Montclair (New Jersey), est une chanteuse classique américaine, soprano.

## Biographie
Enfant, elle étudie le piano et le violoncelle. Lorsqu'elle a treize ans, sa famille emménage dans le Maine. C'est là qu'elle intègre le Portland Youth Orchestra pour y jouer du violoncelle. Elle passe deux ans à l'université du New Hampshire où elle étudie l'allemand et la musique. Puis elle passe un an à l'université de Salzbourg, où elle étudie au Mozarteum.
En 1979, elle intègre l'opéra de Darmstadt. Son premier rôle fut Anna dans Die lustigen Weiber von Windsor. Les cinq années suivantes, elle se produit en Allemagne, ainsi qu'à Covent Garden et à La Scala. Elle interprète son premier rôle au Metropolitan Opera en 1987, dans Ariadne auf Naxos de Richard Strauss où elle était Nyade. La même année, elle interprète son premier rôle au Staatsoper de Vienne, où elle a joué Sophie dans Der Rosenkavalier. Depuis lors, elle s'est produite dans les plus grands opéras du monde ainsi qu'au festival de Salzbourg.
Outre son répertoire de soprano lyrique à l'opéra, elle est une éminente récitaliste et a participé à plus de 90 enregistrements, dont 15 récitals en solo. Pendant deux ans, à partir de 1999, Bonney ne s'est pas produite à l'opéra pour se focaliser sur des récitals de lieder, mais elle a remarqué que les récitals en solo n'offraient pas la camaraderie d'une production d'opéra avec de nombreuses autres personnes. En 2002, elle a contribué avec The Willow Song à l'album de compilation When Love Speaks (en) (EMI Classics)  dans lequel des acteurs et des musiciens célèbres interprétent des sonnets et des extraits de pièces de Shakespeare.
Elle s'est mariée et a divorcé trois fois, d'abord avec le ténor autrichien Michael Roider, puis avec le baryton suédois Håkan Hagegård (en), et enfin avec le producteur musical anglais Maurice Whitaker.
Barbara Bonney a ouvert une boutique de vêtements à Salzburg, LUNA Dress Design, le jour de son 45e anniversaire, en 2011. La marque a été renommée « Bonney & Kleid ».

## Discographie sélective
- Grieg : Peer Gynt et Sigurd Jorsalfar, Orchestre symphonique de Göteborg, dir. Neeme Jarvi, DG, 1987
- Mozart : Requiem et Kyrie KV 341, avec Anne Sofie von Otter, Hans Peter Blochwitz, Willard White, Monteverdi Choir, English Baroque Soloists, dir. John Eliot Gardiner, Philips Classics, 1987
- Mozart : Lieder, Geoffrey Parsons (piano), Teldec, 1991
- Lehár : Die lustige Witwe, avec Cheryl Studer, Bo Skovhus, Rainer Trost, Bryn Terfel ; Wiener Philharmoniker, The Monteverdi Choir, dir. John Eliot Gardiner, DG, 1995
- Mahler : Symphonie n° 4 ; Berg : Sieben frühe Lieder, Royal Concertgebouw Orchestra, dir. Riccardo Chailly, Decca, 2000
- Pergolèse : Stabat Mater, Les Talens Lyriques, Andreas Scholl (contre-ténor), Decca, 1999
- Schubert : Lieder, Barbara Bonney (soprano), Geoffrey Parsons (piano), Teldec, 1995
- Clara & Robert Schumann : Lieder, Vladimir Ashkenazy (pinao), Decca, 1997
- Richard Strauss, Quatre derniers lieder et autres lieder, Malcolm Martineau (piano), Decca, 1999
- Richard Strauss & Hugo Wolf, Lieder, Geoffrey Parsons (piano), Deutsche Grammophon, 1990
- While I Dream, Lieder de Liszt et Dichterliebe de Schumann, Antonio Pappano (piano), Decca, 2004.